# Nguyễn Thị Kim Ngân
Nguyễn Thị Kim Ngân (ur. 12 kwietnia 1954) – wietnamska polityk, w latach 2016 przewodnicząca Zgromadzenia Narodowego Wietnamu. Jest pierwszą kobietą na tym stanowisku.

## Życiorys
Nguyễn Thị Kim Ngân urodziła się 12 kwietnia 1954 roku w dystrykcie Giồng Trôm w prowincji Bến Tre. Uzyskała tytuł doktora zarządzania finansami i zarządzania kredytami. Uzyskała również tytuł doktora polityki i prawa wietnamskiego.
Była ministrem finansów, szefem skarbu państwa, a następnie pierwszym wicepremierem w latach 2006-2016. 31 marca 2016 r. Wietnamskie Zgromadzenie Narodowe zatwierdziło Nguyễn Thị Kim Ngân na przewodniczącego parlamentu. Na konwencji Komunistycznej Partii Wietnamu w 2016 r. Była jednym z czterech „kluczowych przywódców” Wietnamu, wraz z sekretarzem generalnym tej partii Nguyễn Phú Trọng, prezydentem Trần Đại Quang i premierem Wietnamu Nguyễn Xuân Phúc.